# Лубін-Косьцельни
Лубін-Косьцельни (пол. Łubin Kościelny) — село в Польщі, у гміні Більськ-Підляський Більського повіту Підляського воєводства.
Населення — 216 осіб (2011).
У 1975-1998 роках село належало до Білостоцького воєводства.

## Демографія
Демографічна структура станом на 31 березня 2011 року:
|          | Загалом | Допрацездатний вік | Працездатний вік | Постпрацездатний вік |
| -------- | ------- | ------------------ | ---------------- | -------------------- |
| Чоловіки | 108     | 26                 | 69               | 13                   |
| Жінки    | 108     | 28                 | 54               | 26                   |
| Разом    | 216     | 54                 | 123              | 39                   |